# Kayodé
Le village de Kayodé (ou Cayodé) rassemble une communauté amérindienne Teko et Wayana situés dans le Haut-Maroni, sur les rives du Tampoc, dans le sud-ouest de la Guyane sur la commune de Maripasoula.
Cette communauté est concernée par le projet de parc naturel national du Sud-Guyane.

## Environnement
Les alentours de Kayodé sont d'une extrême richesse écologique, mais très dégradés par la recherche de l'or et la pollution mercurielle dont elle est la cause, et qui croît depuis 1996, selon les analyses. C'est avec Élahé le village où les études françaises ont détecté les plus hauts taux de mercure dans les cheveux. Les populations sont invitées par l'État à manger moins de poissons en raison des taux de mercure dans le Tampoc et son affluent la Waki, mais celles-ci demandent que l'on fasse cesser l'orpaillage illégal.
Comme dans les autres villages wayana, les populations sont soumises à des pressions de la part des orpailleurs clandestins.
Lorsqu'ils quittent l'école primaire, les enfants doivent aller au collège loin de leur famille à Maripasoula. Ils sont hébergés à l'internat ou dans des familles d'accueil bushinenge.
Ce territoire est théoriquement protégé et accessible uniquement sur autorisation préfectorale, mais les gendarmes sont peu nombreux et manquent de moyens face à l'ampleur du problème.
L'État a mis en place un réseau d'acteurs qui au travers des opérations Anaconda et des reconduites des clandestins à la frontière tente de maitriser le problème. Toutefois, pour les habitants, ces efforts sont encore insuffisants.